# NS-Ranggefüge
Das NS-Ranggefüge stellt die Dienstgrade der Wehrmacht und mehrerer nationalsozialistischer Organisationen im Deutschen Reich bis 1945 tabellarisch dar. Alle Organisationen waren nach dem Führerprinzip aufgebaut und orientierten sich an der Rangordnung der Wehrmacht.

## Nationalsozialistisches Ranggefüge im Vergleich zur Wehrmacht
|                                                |                                        |                                                  |                                                         |                                                 |                                          |                                                       |                           |                                        |                                        |                                                 |                                                 |
| „Führer“ Adolf Hitler                          |                                        |                                                  |                                                         |                                                 |                                          |                                                       |                           |                                        |                                        |                                                 |                                                 |
|                                                |                                        |                                                  |                                                         |                                                 |                                          |                                                       |                           |                                        |                                        |                                                 |                                                 |
| Wehrmacht                                      | Wehrmacht                              | Heeresverwaltung (HV)                            | Schutzstaffel (SS)                                      | Schutzstaffel (SS)                              | Sturmabteilung (SA)                      | NSDAP                                                 | Reichsarbeitsdienst (RAD) | Hitlerjugend                           | Hitlerjugend                           | Hitlerjugend                                    | Hitlerjugend                                    |
| Heer, Luftwaffe                                | Kriegsmarine                           | Heeresverwaltung (HV)                            | Waffen-SS                                               | Allgemeine SS                                   | Sturmabteilung (SA)                      | NSDAP                                                 | Reichsarbeitsdienst (RAD) | Hitlerjugend (HJ)                      | Deutsches Jungvolk (DJ)                | Bund Deutscher Mädel (BDM)                      | Jungmädel (JM)                                  |
| Reichsmarschall                                | –                                      | –                                                | –                                                       | –                                               | –                                        | –                                                     | –                         | –                                      | –                                      | –                                               | –                                               |
| Generalfeldmarschall                           | Großadmiral                            | –                                                | Reichsführer SS                                         | Reichsführer SS                                 | Chef des Stabes der SA                   | Reichsleiter                                          | Reichsarbeitsführer       | Reichsjugendführer                     | Reichsjugendführer                     | Reichsjugendführer                              | Reichsjugendführer                              |
| Generaloberst                                  | Generaladmiral                         | –                                                | SS-Oberst-Gruppenführer und Generaloberst der Waffen-SS | SS-Oberst-Gruppenführer                         | –                                        | Gauleiter                                             | Generaloberstfeldmeister  | –                                      | –                                      | -                                               | -                                               |
| General der …                                  | Admiral                                | Generalober- stabsintendant                      | SS-Obergruppenführer und General der Waffen-SS          | SS-Obergruppenführer                            | SA-Obergruppenführer                     | Hauptbefehlsleiter                                    | Generalfeldmeister        | Stabsführer (der Reichsjugendführung)  | Stabsführer (der Reichsjugendführung)  | Reichsreferentin (des BDM)                      | Reichsreferentin (des BDM)                      |
| Generalleutnant                                | Vizeadmiral                            | Generalstabsintendant / Ministerialdirektor      | SS-Gruppenführer und Generalleutnant der Waffen-SS      | SS-Gruppenführer                                | SA-Gruppenführer                         | Oberbefehlsleiter                                     | Obergeneralarbeitsführer  | Obergebietsführer                      | Obergebietsjungvolkführer              | Gauverbandsführerin (1939/1940 abgeschafft)     | Gauverbandsführerin (1939/1940 abgeschafft)     |
| Generalmajor                                   | Konteradmiral                          | Korpsintendant                                   | SS-Brigadeführer und Generalmajor der Waffen-SS         | SS-Brigadeführer                                | SA-Brigadeführer                         | Befehlsleiter                                         | Generalarbeitsführer      | Gebietsführer                          | Gebietsjungvolkführer                  | Gebietsmädelführerin (vor 1942 Obergauführerin) | Gebietsmädelführerin (vor 1942 Obergauführerin) |
|                                                |                                        |                                                  |                                                         |                                                 |                                          |                                                       |                           |                                        |                                        |                                                 |                                                 |
| Oberst                                         | Kommodore                              | Oberstkriegsgerichtsrat                          | SS-Oberführer                                           | SS-Oberführer                                   | SA-Oberführer                            | Hauptdienstleiter                                     | –                         | Hauptbannführer                        | Hauptjungbannführer                    | Hauptmädelführerin (vor 1942 Gauführerin)       | JM-Hauptmädelführerin (vor 1942 JM-Gauführerin) |
| Oberst                                         | Kommodore                              | Oberstkriegsgerichtsrat                          | SS-Oberführer                                           | SS-Oberführer                                   | SA-Oberführer                            | Oberdienstleiter                                      | -                         | Hauptbannführer                        | Hauptjungbannführer                    | Hauptmädelführerin (vor 1942 Gauführerin)       | JM-Hauptmädelführerin (vor 1942 JM-Gauführerin) |
| Oberst                                         | Kapitän zur See                        | Oberstkriegsgerichtsrat                          | SS-Standartenführer                                     | SS-Standartenführer                             | –                                        | Dienstleiter                                          | -                         | Oberbannführer                         | Oberjungbannführer                     | –                                               | –                                               |
| Oberst                                         | Kapitän zur See                        | Oberstkriegsgerichtsrat                          | SS-Standartenführer                                     | SS-Standartenführer                             | SA-Standartenführer                      | Hauptbereichsleiter                                   | Oberstarbeitsführer       | Bannführer                             | Jungbannführer                         | Bannmädelführerin (vor 1942 Untergauführerin)   | JM-Bannführerin (vor 1942 JM-Untergauführerin)  |
| Oberstleutnant                                 | Fregattenkapitän                       | Oberintendanturrat/Oberkriegsgerichtsrat         | SS-Obersturmbannführer                                  | SS-Obersturmbannführer                          | SA-Obersturmbannführer                   | Oberbereichsleiter                                    | Oberarbeitsführer         | Oberstammführer                        | Oberjungstammführer                    | –                                               | –                                               |
| Oberstleutnant                                 | Fregattenkapitän                       | Oberintendanturrat/Oberkriegsgerichtsrat         | Bereichsleiter                                          |                                                 | SA-Obersturmbannführer                   |                                                       | Oberarbeitsführer         | Oberstammführer                        | Oberjungstammführer                    | –                                               | –                                               |
| Major                                          | Korvettenkapitän                       | Remontenamtsvorsteher/Kriegsgerichtsrat          | SS-Sturmbannführer                                      | SS-Sturmbannführer                              | SA-Sturmbannführer                       | Hauptabschnittsleiter                                 | Arbeitsführer             | Stammführer (vor 1938 Unterbannführer) | Jungstammführer (vor 1938 Stammführer) | Mädelringführerin                               | JM-Ringführerin                                 |
| –                                              | –                                      | –                                                | –                                                       | –                                               | –                                        | Oberabschnittsleiter                                  | –                         | –                                      | –                                      | –                                               | –                                               |
| –                                              | –                                      | –                                                | –                                                       | –                                               | –                                        | Abschnittsleiter                                      | –                         | –                                      | –                                      | –                                               | –                                               |
| –                                              | –                                      | –                                                | –                                                       | –                                               | –                                        | Hauptgemeinschaftsleiter (Ortsgruppenleiter)          | –                         | –                                      | –                                      | –                                               | –                                               |
| –                                              | –                                      | –                                                | –                                                       | –                                               | –                                        | Obergemeinschaftsleiter                               | –                         | –                                      | –                                      | –                                               | –                                               |
| –                                              | –                                      | –                                                | –                                                       | –                                               | –                                        | Gemeinschaftsleiter                                   | –                         | –                                      | –                                      | –                                               | –                                               |
| Hauptmann                                      | Kapitänleutnant                        | Stabsapotheker/Kriegsgerichtsrat (Kriegsrichter) | SS-Hauptsturmführer                                     | SS-Hauptsturmführer                             | SA-Hauptsturmführer                      | Haupteinsatzleiter                                    | Oberstfeldmeister         | Hauptgefolgschaftsführer               | Hauptfähnleinführer                    | Hauptgruppenführerin                            | JM-Hauptgruppenführerin                         |
| Oberleutnant                                   | Oberleutnant zur See                   | Heeresjustizinspektor                            | SS-Obersturmführer                                      | SS-Obersturmführer                              | SA-Obersturmführer                       | Obereinsatzleiter                                     | Oberfeldmeister           | Obergefolgschaftsführer                | Oberfähnleinführer                     | –                                               | –                                               |
| Leutnant                                       | Leutnant zur See                       | Waffenmeister                                    | SS-Untersturmführer                                     | SS-Untersturmführer                             | SA-Sturmführer                           | Einsatzleiter                                         | Feldmeister               | Gefolgschaftsführer                    | Fähnleinführer                         | Mädelgruppenführerin                            | Jungmädelgruppenführerin                        |
|                                                |                                        |                                                  |                                                         |                                                 |                                          |                                                       |                           |                                        |                                        |                                                 |                                                 |
| - Fahnenjunker-Stabsfeldwebel - Stabsfeldwebel | Stabsoberbootsmann                     | –                                                | SS-Sturmscharführer                                     | SS-Sturmscharführer                             | SA-Haupttruppführer                      | Hauptbereitschaftsleiter                              | Unterfeldmeister          | –                                      | –                                      | –                                               | –                                               |
| Hauptfeldwebel                                 | –                                      | –                                                | SS-Stabsscharführer                                     | SS-Stabsscharführer                             | –                                        | –                                                     | –                         | –                                      | –                                      | –                                               | –                                               |
| - Fahnenjunker-Oberfeldwebel - Oberfeldwebel   | - Oberfähnrich zur See - Oberbootsmann | –                                                | - SS-Standartenoberjunker - SS-Hauptscharführer         | - SS-Standartenoberjunker - SS-Hauptscharführer | SA-Obertruppführer                       | Oberbereitschaftsleiter                               | Obertruppführer           | Oberscharführer (HJ)                   | Oberjungzugführer                      | –                                               | –                                               |
| –                                              | Stabsbootsmann                         | –                                                | –                                                       | –                                               | –                                        | –                                                     | –                         | –                                      | –                                      | –                                               | –                                               |
| - Fahnenjunker-Feldwebel - Feldwebel           | - Fähnrich zur See - Bootsmann         | –                                                | - SS-Standartenjunker - SS-Oberscharführer              | - SS-Standartenjunker - SS-Oberscharführer      | SA-Truppführer                           | Bereitschaftsleiter                                   | Truppführer               | Scharführer (HJ)                       | Jungzugführer                          | Mädelscharführerin                              | Jungmädelscharführerin                          |
| - Fahnenjunker-Unterfeldwebel - Unterfeldwebel | Obermaat                               | –                                                | - SS-Oberjunker - SS-Scharführer                        | - SS-Oberjunker - SS-Scharführer                | SA-Oberscharführer                       | Hauptabteilungsleiter                                 | –                         | Oberkameradschaftsführer               | Oberjungenschaftsführer                | –                                               | –                                               |
| - Fahnenjunker-Unteroffizier - Unteroffizier   | - Seekadett - Maat                     | –                                                | - SS-Junker - SS-Unterscharführer                       | - SS-Junker - SS-Unterscharführer               | SA-Scharführer                           | Oberabteilungsleiter                                  | Untertruppführer          | Kameradschaftsführer                   | Jungenschaftsführer                    | Mädelschaftsführerin                            | Jungmädelschaftsführerin                        |
|                                                |                                        |                                                  |                                                         |                                                 |                                          |                                                       |                           |                                        |                                        |                                                 |                                                 |
| Nicht in Heer/Luftwaffe                        | Matrosenoberstabsgefreiter             | –                                                | –                                                       | –                                               | –                                        | –                                                     | –                         | –                                      | –                                      |                                                 | –                                               |
| Stabsgefreiter (Heer)                          | Matrosenstabsgefreiter                 | –                                                | –                                                       | –                                               | –                                        | –                                                     | –                         | –                                      | –                                      | -                                               | –                                               |
| Hauptgefreiter (Luftwaffe bis 1944)            | Matrosenhauptgefreiter                 | –                                                | –                                                       | –                                               | –                                        | Arbeitsleiter                                         | Hauptvormann              | –                                      | –                                      | –                                               | –                                               |
| Obergefreiter                                  | Matrosenobergefreiter                  | –                                                | SS-Rottenführer                                         | SS-Rottenführer                                 | SA-Rottenführer                          | Oberhelfer                                            | Obervormann               | Oberrottenführer (HJ)                  | Oberhordenführer                       | –                                               | –                                               |
| Gefreiter                                      | Matrosengefreiter                      | –                                                | SS-Sturmmann                                            | SS-Sturmmann                                    | SA-Obersturmmann (bis 1938 SA-Sturmmann) | Helfer                                                | Vormann                   | Rottenführer (HJ)                      | Hordenführer                           | –                                               | –                                               |
| Obersoldat                                     | Matrose                                | –                                                | SS-Oberschütze                                          | SS-Mann                                         | SA-Sturmmann (bis 1938 SA-Mann)          | NSDAP - Anwärter (bereits Pg.) - Anwärter (nicht Pg.) | Arbeitsmann               | Hitlerjunge                            | Pimpf                                  | BDM-Mädel                                       | Jungmädel                                       |
| Soldat                                         | Matrose                                | –                                                | SS-Schütze                                              | SS-Mann                                         | SA-Sturmmann (bis 1938 SA-Mann)          | NSDAP - Anwärter (bereits Pg.) - Anwärter (nicht Pg.) | Arbeitsmann               | Hitlerjunge                            | Pimpf                                  | BDM-Mädel                                       | Jungmädel                                       |

Anmerkungen:

Die Tabelle ist nicht vollständig, d. h., sie erfasst nicht sämtliche NS-Dienstgrade und nicht sämtliche NS-Organisationen. Die Neugründung von vielen Organisationen oder ihre Einbindung in das nationalsozialistische System (neben den in der Liste genannten z. B. Deutsche Arbeitsfront, NSV, NS-Frauenschaft, NS-Studentenbund, NS-Dozentenbund, Reichsluftschutzbund) schuf viele organisatorische Strukturen, die nach dem Führerprinzip aufgebaut waren und zahlreiche entsprechend abgestufte Führungsaufgaben vorsahen.

### Abgrenzung zur Dienststellung
Außer den Dienstgradbezeichnungen gab es die – in der Praxis viel wichtigere – Dienststellung, mit der die Funktion (das Amt) bezeichnet wurde. Auch beim Militär waren und sind Dienstgrad und Dienststellung getrennt (z. B. „Oberleutnant und Kompaniechef“: Oberleutnant ist der Dienstgrad, der auch die Besoldungsgruppe bestimmt, während Kompaniechef die aktuell ausgeübte Tätigkeit bezeichnet. So war dieser Oberleutnant z. B. der Vorgesetzte der Zugführer seiner Kompanie, auch wenn diese selbst ebenfalls Oberleutnant waren). Eine Besonderheit beim Militär war die Dienststellung Hauptfeldwebel (Spieß), wozu Portepee-Unteroffiziere ernannt werden konnten; es war jedoch die einzige Dienststellung, die an der Uniform kenntlich war: 2 silberne Ärmelstreifen (so genannte Kolbenringe) an jedem Unterarm.
Bei der NSDAP und ihren Organisationen bestand diese Trennung ebenfalls: So erscheint z. B. in der Liste der relativ bekannte NSDAP-Funktionsbegriff Ortsgruppenleiter nicht. Etwas verwirrend ist jedoch, dass bei den NSDAP-Gliederungen häufig gleich lautende Begriffe für Dienstgrade und Dienststellungen verwendet wurden. So konnte z. B. beim Reichsarbeitsdienst (RAD) ein Trupp von einem Truppführer oder einem Untertruppführer befehligt werden: „Untertruppführer Meier war Truppführer des II. Trupps“.
Ferner ist anzumerken, dass es in allen genannten Organisationen wesentlich mehr Dienstgrade als Dienststellungen („Befehlsebenen“) gab. Beim Heer waren es z. B. nur zehn: Gruppe (ca. 10 Soldaten), Zug (30), Kompanie (100), Bataillon (3–4 Kompanien), Regiment (3–4 Bataillone), Division (mehrere Regimenter), Armeekorps (mehrere Divisionen), Armee (mehrere Armeekorps), Heeresgruppe (mehrere Armeen), Oberkommando des Heeres.
In einem KZ gab es beispielsweise die Dienststellung Lagerkommandant. Je nach Größe des Lagers (Hauptlager, Nebenlager, Außenkommando) war sein Dienstgrad beispielsweise Obersturmbannführer, Hauptsturmführer oder etwa Scharführer.